# Allen Memorial Art Museum
El Museu d'Art Allen Memorial (Allen Memorial Art Museum, abreujadament AMAM, oficialment i en anglès) és un museu situat a Oberlin (Ohio), als Estats Units, administrat per l'Oberlin College. Fundat el 1917, la seva col·lecció és una de les millors entre les de les escoles i universitats dels Estats Units, trobant-se entre les de Harvard i Yale.
L'AMAM és sobretot un museu docent, i és un recurs cultural vital per als estudiants, facultat i treballadors de l'Oberlin College, així com per a la comunitat que l'envolta. Entre els seus punts forts es troba l'art holandès i flamenc del segle xvii, així com pintura europea dels segles XIX i principis del XX i art contemporani americà i obres sobre paper americanes, europees i asiàtiques.

## Col·lecció
La col·lecció es troba en un impressionant edifici d'estil renaixentista italià dissenyat per Cass Gilbert i que rep el seu nom pel seu fundador, el doctor Dudley Peter Allen (BA, 1875), un distingit graduat i fideïcomissari de l'Oberlin College.
El 1977, Robert Venturi va dissenyar un afegit que representa un dels exemples millors i més primerencs d'arquitectura postmoderna als Estats Units.